# Shake It Up (serie de televisión)
Shake It Up(algunas veces estilizado Shake It Up!) (en Hispanoamérica A todo ritmo) es una serie original de Disney Channel que fue emitida desde el 7 de noviembre de 2010 hasta el 10 de noviembre de 2013 en los Estados Unidos. Fue creada por Chris Thompson y protagonizada por Bella Thorne como Cecilia «CeCe» Jones y Zendaya como Rachel «Rocky» Blue, las bailarinas estrella de un programa local llamado Shake It Up Chicago. También narra sus desventuras dentro y fuera del set, y sus problemas y el aumento de estatus social en la escuela. Davis Cleveland, Roshon Fegan, Adam Irigoyen, Kenton Duty y Caroline Sunshine también co-estelarizan la serie.
Es la tercera serie de Disney, después de The Famous Jett Jackson y Sonny with a Chance, en usar el formato de serie dentro de una serie.
El 16 de marzo de 2011, fue anunciado que la serie fue renovada para una segunda temporada.El álbum de la serie titulado Shake It Up: Break It Down fue lanzado el 12 de julio de 2011. El 29 de septiembre de 2011, Disney Channel anunció que había aumentado 26 episodios en el fin de la segunda temporada de Shake It Up. Una segunda banda sonora con canciones de la serie, Shake It Up: Live 2 Dance, fue lanzado el 20 de marzo de 
2012. Un especial de 90 minutos llamado Shake It Up: Made In Japan se puso en producción y se estrenó el 17 de agosto de 2012.
El 4 de junio de 2012, se anunció que Shake It Up había sido renovada para una tercera temporada. También se anunció que Kenton Duty no será un miembro del reparto regular de la tercera temporada, pero en su lugar haría apariciones especiales como invitado.Sin embargo, Kenton Duty no llegó a salir como invitado en ninguno de los capítulos de la tercera temporada. La tercera temporada se estrenó en los Estados Unidos el 14 de octubre. Asimismo, también se anunció que la tercera temporada sería la última de la serie. El último episodio fue estrenado el 10 de noviembre de 2013.

## Sinopsis
La serie sigue las aventuras de las mejores amigos CeCe Jones (Bella Thorne) y Rocky Blue (Zendaya) quienes, con la ayuda del hermano mayor de Rocky, Ty Blue (Roshon Fegan) y su mejor amigo Deuce Martinez (Adam Irigoyen), cumplen sus sueños de convertirse en bailarinas profesionales cuando consiguen papeles como bailarinas en un programa local llamado Shake It Up, Chicago!. CeCe y Rocky lidian con sus circunstancias, adaptando y manteniendo su estatus social en la escuela mientras ven al hermano menor de CeCe, Flynn Jones (Davis Cleveland), y las payasadas de su programa de televisión que incluye igualar las habilidades de su competencia, en particular hermano y hermana, Gunther y Tinka Hessenheffer (Kenton Duty y Caroline Sunshine). El programa también tiene historias que incluyen a Rocky, quien también tiene habilidades de baile y rap. La cantante Selena Gomez interpreta el tema principal, «Shake It Up», que apareció en la banda sonora de Shake It Up: Break It Down.

## Producción

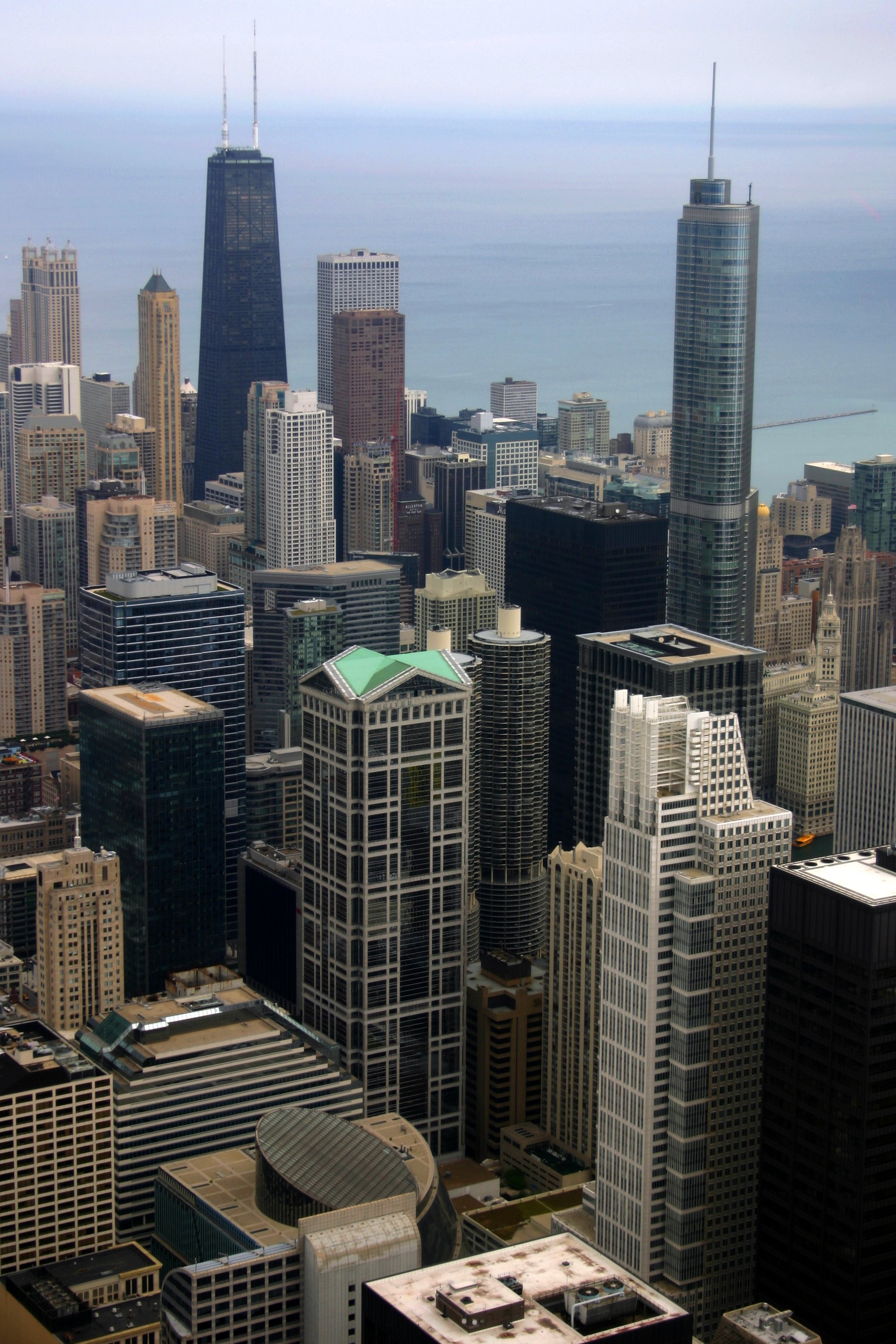
Chicago, donde se realiza la trama de la historia.

El programa se ordenó como el intento de Disney en su primer programa de amigas femeninas, pero con un aspecto impulsado por la danza. Inicialmente con el título provisional Dance, Dance Chicago, la descripción original se describía como el viaje de dos niños en un espectáculo contemporáneo tipo American Bandstand. Productores de televisión veteranos Chris Thompson, exguionista de Laverne & Shirley y creador de Bosom Buddies  y Rob Lotterstein, que había trabajado en varias series, entre ellas Boy Meets World fueron asignados para trabajar en la historia. El casting para el programa comenzó en octubre de 2009. Bella Thorne y Zendaya fueron elegidas como las dos protagonistas femeninas, así como el miembro del elenco de Camp Rock Roshon Fegan en un papel coprotagonista. El 21 de mayo de 2010, con el cambio de título revelado como Shake It Up, se anunció que la producción del programa comenzaría en julio y se anticipó para un estreno en otoño de 2010. El presidente de Disney Entertainment, Gary Marsh, dijo que el dúo Bella Thorne/Zendaya eran las mejores amigas más atractivas que habían visto en la red. Sobre lo que hace que el programa sea diferente, Marsh dijo que «si bien las comedias de amigos han existido desde el comienzo de la televisión, [...] esta es la primera vez que alguien incorpora el baile en la premisa subyacente de una comedia de situación».
Se ha observado que el concepto del programa es muy similar al de la serie de Disney Channel Hannah Montana, y según The Sun-Sentinel, Shake It Up es el mismo enfoque con el baile. Además, el programa es la tercera serie de Disney en tener un programa dentro de un programa siguiendo a «Silverstone» en The Famous Jett Jackson y «So Random/Mackenzie Falls» en Sonny with a Chance. Chuck Barney del Contra Costa Times dijo que las tramas del programa «se desarrollan en el estilo típico de Disney Channel con líneas argumentales sencillas, humor amplio y elevación moral". En una entrevista, Bella Thorne dijo sobre el programa: «Se trata de que ellos atraviesan las cosas por las que pasan los adolescentes todos los días. La escritura es muy realista. Yo he pasado por la mayoría de estos problemas». Rosero McCoy, coreógrafo de Camp Rock 2: The Final Jam fue elegido como coreógrafo del espectáculo, junto con Claude Racine. La serie se filmó en Los Angeles Center Studios.
La serie sucede a Hannah Montana, Jonas, I'm in the Band y Phineas and Ferb como la última incursión de Disney en series orientadas a la música. Según Rick Bently de Fresno Bee, el momento del programa fue para sacar provecho de la éxito de la serie de danza actual Dancing With the Stars y So You Think You Can Dance. La música original de la serie se ha producido un d grabado por el elenco del programa y varios artistas, con el tema principal «Shake It Up» interpretado por la cantante y actriz estadounidense Selena Gomez. El tema fue escrito y producido por Aris Archontis, Jeanne Lurie y Chen Neeman, quienes también escribieron los temas del título de apertura de otras series de Disney Sonny with a Chance y Good Luke Charlie.

### Casting

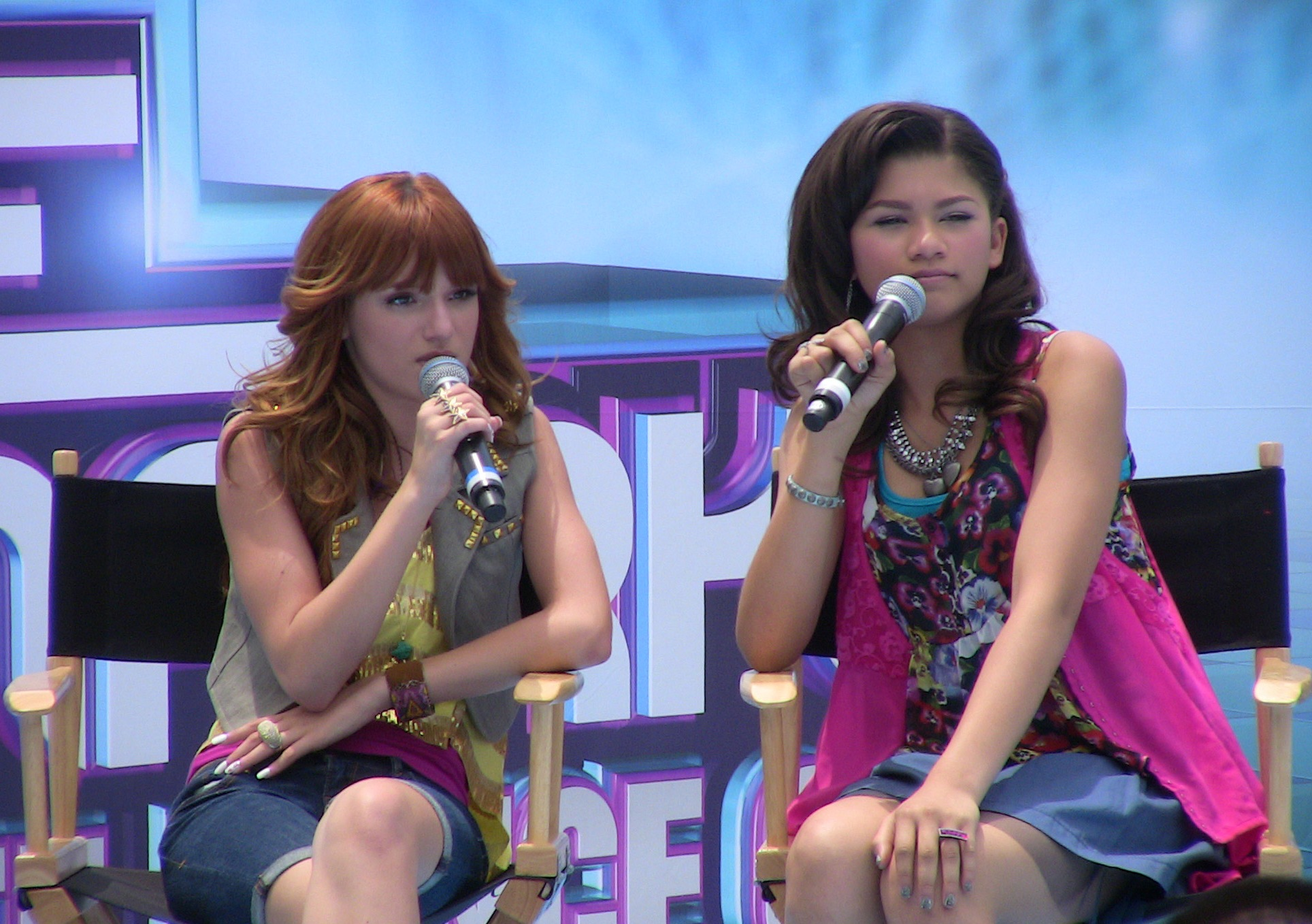
Las coprotagonistas Bella Thorne y Zendaya durante un evento promocional para el programa en 2011.

En el casting inicial, Disney buscó dos colíderes femeninas. A pesar de contar con créditos elaborados de experiencia previa en televisión, incluyendo el papel de estrella invitada en Wizards of Waverly Place, Bella Thorne fue seleccionada después de nunca haber bailado profesionalmente antes, y tomó clases de baile tres veces por semana para mejorar. Zendaya tenía antecedentes teatrales antes de su casting, y creció en el teatro cuando su madre trabajó en el Teatro Shakespeare de California en Oakland, California. Al tener el mismo agente que descubrió a Miley Cyrus, ganó el papel después de varias audiciones y más de 200 aspirantes. Sobre el casting de las dos, Judy Taylor, vicepresidenta senior de casting para Disney Channel, comentó que Zendaya estaba «completamente involucrada» con una «gran presencia» y que Thorne tenía «alta energía» y los televidentes «querrían conocer» es mejor en el instante en que la conoces».  Uno de los objetivos era que las dos líderes tuvieran química trabajando juntas, y Thorne dijo de su relación con Zendaya: «Cuando nos conocimos por primera vez, había esta energía. Era como si estuviéramos destinados a estar juntos». 
Adam Irigoyen fue elegido como Deuce Martinez. Irigoyen le dio crédito a su familia por su éxito y lo trasladó a Los Ángeles dos años antes para que él comenzara su carrera. Irigoyen trabajó anteriormente en Wizards of Waverly Place. Davis Cleveland, cuyo trabajo incluyó apariciones especiales en Good Luck Charlie, Zeke y Luther y Hannah Montana, fue seleccionado como el hermano menor de CeCe, Flynn. 
El veterano de Disney Channel Roshon Fegan, quien coprotagonizó ambas películas de la serie de películas de Camp Rock, fue elegido como el hermano mayor de Rocky, Ty. En el papel recurrente de Gary Wilde, R. Brandon Johnson fue seleccionado el día anterior al piloto y comenzó a grabar el día siguiente. Kenton Duty fue elegido como Gunther, después de cuatro intentos de audición. Stefanie Scott fue elegida originalmente como la hermana gemela de Gunther, Tinka, pero Disney Channel decidió convertirla en Lexi en A.N.T. Farm en cambio. El casting para Tinka se volvió a realizar y Caroline Sunshine consiguió el papel después de cancelar los planes para unas vacaciones familiares para poder audicionar. Se dice que el dúo hermano/hermana de Gunther y Tinka está inspirado por Ryan y Sharpay Evans de la serie de películas High School Musical de Disney Channel.

## Elenco
| Interpretado por   | Personaje            | Temporada   | Temporada   | Temporada   |
| Interpretado por   | Personaje            | 1           | 2           | 3           |
| Principales        | Principales          | Principales | Principales | Principales |
| ------------------ | -------------------- | ----------- | ----------- | ----------- |
| Bella Thorne       | Cecelia «CeCe» Jones | Principal   | Principal   | Principal   |
| Zendaya            | Raquel «Rocky» Blue  | Principal   | Principal   | Principal   |
| Davis Cleveland    | Flynn Jones          | Principal   | Principal   | Principal   |
| Roshon Fegan       | Tyler «Ty» Blue      | Principal   | Principal   | Principal   |
| Adam Irigoyen      | Deuce Martinez       | Principal   | Principal   | Principal   |
| Kenton Duty        | Gunther Hessenheffer | Principal   | Principal   |             |
| Caroline Sunshine  | Tinka Hessenheffer   | Principal   | Principal   | Principal   |
| Secundarios        |                      |             |             |             |
| R. Brandon Johnson | Gary Wilde           | Secundario  | Secundario  | Secundario  |
| Anita Barone       | Georgia Jones        | Secundaria  | Secundaria  | Secundaria  |
| Carla Renata       | Marcie Blue          | Secundaria  | Secundaria  | Secundaria  |
| Ainsley Bailey     | Dina García          | Secundaria  | Secundaria  | Secundaria  |
| Buddy Handleson    | Henry Dillon         | Secundario  | Secundario  |             |
| Phil Morris        | Curtis Blue          |             | Secundario  | Secundario  |
| Jim Pirri          | Tío Frank            |             | Secundario  |             |
| Leo Howard         | Logan Hunter         |             |             | Secundario  |
| Anthony Starke     | Jeremy Hunter        |             |             | Secundario  |

## Doblaje para Hispanoamérica
- Anaís Portillo:  Cecilia «CeCe» Jones
- Constanza Lechuga: Raquel «Rocky» Blue
- Ángel García: Flynn Jones
- Alejandro Orozco: Tyler «Ty» Blue
- Bruno Coronel: Martin «Deuce» Martinez
- Miguel Ángel Leal: Gunther Hessenheffer
- Annie Rojas: Tinka Hessenheffer
- Noé Velázquez: Gary Wilde
- Gaby Michelle: Georgia Jones
- Irving Corona: Henry Dillon
- Rubén Moya: Sr. Polk
- Fernanda Robles: Dina Garcia

## Episodios
| Temporada | Temporada | Episodios | Estados Unidos           | Estados Unidos          | Latinoamérica           | Latinoamérica       | España                  | España              |
| Temporada | Temporada | Episodios | Comienzo                 | Final                   | Comienzo                | Final               | Comienzo                | Final               |
| --------- | --------- | --------- | ------------------------ | ----------------------- | ----------------------- | ------------------- | ----------------------- | ------------------- |
|           | 1         | 21        | 7 de noviembre de 2010   | 21 de agosto de 2011    | 31 de diciembre de 2010 | 7 de enero de 2012  | 8 de abril de 2011      | 13 de enero de 2012 |
|           | 2         | 28        | 18 de septiembre de 2011 | 17 de agosto de 2012    | 22 de diciembre de 2011 | 27 de enero de 2013 | 23 de diciembre de 2011 | 25 de enero de 2013 |
|           | 3         | 26        | 14 de octubre de 2012    | 10 de noviembre de 2013 | 6 de junio de 2013      | 29 de marzo de 2014 | 21 de diciembre de 2012 | 11 de abril de 2014 |

### Charlie Shakes It Up
El 5 de junio de 2011, un episodio de Good Luck Charlie, Charlie Shakes It Up se estrenó. En este episodio los personajes de Good Luck Charlie Teddy, Charlie, y Amy van a Chicago para visitar a su tía abuela Nell, pero, cuando llegan, se llevan el vehículo equivocado y se confunden con las Hermanas Duncan (dos bailarinas) en Shake It Up! Chicago. Gunther, Tinka y Ty no aparecieron en el crossover, sólo CeCe, Rocky, Deuce, Flynn y Gary aparecieron. Fue considerado como un episodio de Good Luck Charlie y no un episodio de Shake It Up.

### Shake It Up: Made In Japan
Shake It Up: Made In Japan es un episodio especial de Shake It Up de 90 minutos de duración, que finaliza la segunda temporada. Se le considera tanto un especial, como la película, que es el caso de España, por su emisión de los tres capítulos en uno.
Durante la Licensing International Expo 2011 se anunció que una película de Shake It Up. Se confirmó que el título de la película sería "Shake It Up: Made in Japan" y también se anunció que la película sería de 90 minutos de duración. Fue emitida el viernes, 17 de agosto de 2012 en Estados Unidos como un episodio especial que sirvió de final de la segunda temporada, mientras en Latinoamérica se estrenó el 27 de enero del 2013.

## Controversia
La noche del 23 de diciembre de 2011, el canal retransmitió el episodio «Party It Up», donde un personaje femenino felicitó al hermano de CeCe, Flynn, con la línea «'Podría sólo comerte... bueno, si comiera». La exestrella de Disney Channel Demi Lovato, que se retiró de la serie Sunny, entre estrellas en el otoño de 2010 para asistir a rehabilitación debido a asuntos personales, comentó sobre el episodio, criticando a través de la red social Twitter sobre una broma acerca de trastornos alimenticios incluso cuando ella había luchado a través de ellos y los cuales también fueron responsables de su retiro del canal. El equipo de relaciones públicas de Disney Channel, respondió a Lovato por ese episodio y un episodio de So Random! que tenía una broma acerca de los trastornos alimenticios alegando que dichos episodios serían extraídos del ciclo de transmisión de la red y estarían bajo revisión. El episodio no fue disponible vía Netflix, y también fue retirado de iTunes Store. Más tarde, en el 2012 el episodio volvió a ser transmitido regularmente, con la ofensiva broma retirada.

## Recepción

### Recepción crítica
La serie ha ganado revisiones mezcladas. Tom Gliatto de la revista People  dio a la serie dos de las cuatro estrellas, escribiendo, «Shake It Up no sacude un poco la fórmula kid-com, pero tiene algo más que la habitual ternura brillante característica del canal». Actualmente, el episodio más visto de la serie es «Start It Up» con 6.2 millones de televidentes, mientras que «Weird It Up» es el episodio menos televisado, con 2.5 millones de televidentes.

### Índices de audiencia
Según Nielsen Media Research, la premier de Shake It Up obtuvo 6.2 millones de televidentes e hizo su debut como el más alto índice de audiencia de televidentes alcanzados en la premier de una serie en la historia de 27 años de Disney Channel, seguido por Wizards of Waverly Place con 5.9 millones de espectadores.

## Bandas sonoras
- 2011: Shake It Up: Break It Down
- 2012: Shake It Up: Live 2 Dance
- 2012: Shake It Up: Made In Japan
- 2013: Shake It Up: I <3 Dance

## Premios y nominaciones
| Año  | Premiación                        | Categoría                                                                             | Nominado(s)                                                                                         | Resultado | Ref.   |
| ---- | --------------------------------- | ------------------------------------------------------------------------------------- | --------------------------------------------------------------------------------------------------- | --- | ------ |
| 2011 | Young Artist Awards               | Mejor actuación en una serie de televisión - Actriz protagonista joven                | Bella Thorne                                                                                        | Ganadora | [ 15 ] |
| 2011 | Young Artist Awards               | Destacado elenco joven en una serie de televisión                                     | Bella Thorne, Zendaya, Davis Cleveland, Adam Irigoyen, Roshon Fegan, Caroline Sunshine, Kenton Duty | rowspan="" style="background-color: var(--background-color-error-subtle, #fee7e6); color:inherit;; text-align:center; vertical-align:middle;" \| Nominados | [ 15 ] |
| 2011 | Imagen Awards                     | Mejor actriz joven – Televisión                                                       | Bella Thorne                                                                                        | rowspan="" style="background-color: var(--background-color-error-subtle, #fee7e6); color:inherit;; text-align:center; vertical-align:middle;" \| Nominados | [ 16 ] |
| 2012 | Young Artist Awards               | Mejor actuación en una serie de televisión - Actriz protagonista joven                | Zendaya                                                                                             | rowspan="" style="background-color: var(--background-color-error-subtle, #fee7e6); color:inherit;; text-align:center; vertical-align:middle;" \| Nominados | [ 17 ] |
| 2012 | Young Artist Awards               | Mejor actuación en una serie de televisión - Actriz protagonista joven                | Bella Thorne                                                                                        | rowspan="" style="background-color: var(--background-color-error-subtle, #fee7e6); color:inherit;; text-align:center; vertical-align:middle;" \| Nominados | [ 17 ] |
| 2012 | Young Artist Awards               | Mejor actuación en una serie de televisión - Actor joven recurrente                   | Buddy Handleson                                                                                     | rowspan="" style="background-color: var(--background-color-error-subtle, #fee7e6); color:inherit;; text-align:center; vertical-align:middle;" \| Nominados | [ 17 ] |
| 2012 | Young Artist Awards               | Mejor actuación en una serie de televisión - Actriz joven invitada de 14-16 años      | Evie Louise Thompson                                                                                | rowspan="" style="background-color: var(--background-color-error-subtle, #fee7e6); color:inherit;; text-align:center; vertical-align:middle;" \| Nominados | [ 17 ] |
| 2012 | Young Artist Awards               | Mejor actuación en una serie de televisión - Actor joven invitado de 11-13 años       | Zayne Emory                                                                                         | rowspan="" style="background-color: var(--background-color-error-subtle, #fee7e6); color:inherit;; text-align:center; vertical-align:middle;" \| Nominados | [ 17 ] |
| 2012 | Young Artist Awards               | Mejor actuación en una serie de televisión - Actriz joven invitada de 10 años o menos | Caitlin Carmichael                                                                                  | rowspan="" style="background-color: var(--background-color-error-subtle, #fee7e6); color:inherit;; text-align:center; vertical-align:middle;" \| Nominados | [ 17 ] |
| 2012 | Young Artist Awards               | Destacado elenco joven en una serie de televisión                                     | Zendaya, Bella Thorne, Davis Cleveland, Adam Irigoyen, Kenton Duty, Caroline Sunshine, Roshon Fegan | rowspan="" style="background-color: var(--background-color-error-subtle, #fee7e6); color:inherit;; text-align:center; vertical-align:middle;" \| Nominados | [ 17 ] |
| 2012 | Imagen Awards                     | Mejor actriz joven – Televisión                                                       | Bella Thorne                                                                                        | Ganadora | [ 18 ] |
| 2012 | Hollywood Teen TV Awards          | Actriz de televisión favorita                                                         | Bella Thorne                                                                                        | Nominados | [ 19 ] |
| 2012 | Hollywood Teen TV Awards          | Programa de televisión favorito                                                       | Shake It Up                                                                                         | [ 20 ] |        |
| 2012 | Casting Society of America Awards | Destacado logro en un casting - Programación de serie infantil                        | Howard Meltzer, Suzanne Goddard-Smythe                                                              | [ 21 ] |        |
| 2012 | NAACP Image Awards                | Destacada actuación en un programa juvenil/infantil (Serie o Especial)                | Zendaya                                                                                             | [ 22 ] |        |
| 2012 | ALMA Awards                       | Actriz de televisión favorita - Comedia                                               | Bella Thorne                                                                                        | [ 23 ] [ 24 ] |        |
| 2012 | ALMA Awards                       | Actor de televisión favorito - Rol de reparto en una comedia                          | Adam Irigoyen                                                                                       | [ 23 ] [ 24 ] |        |
| 2012 | Kids Choice Awards México         | Programa internacional favorito                                                       | Shake It Up                                                                                         | [ 25 ] [ 26 ] |        |

## Adaptación de India
Se realizó una adaptación de la India del mismo nombre la cual se estrenó en Disney Channel India el 30 de marzo de 2013. Como la mayoría de las adaptaciones indias, los episodios son similares al original. La serie funcionó por una temporada.